# Ляхово (Кашинский район)
Ляхово — деревня в Кашинском городском округе Тверской области России. 

## География
Деревня находится на берегу реки Кашинка в 16 км на север от города Кашина.

## История

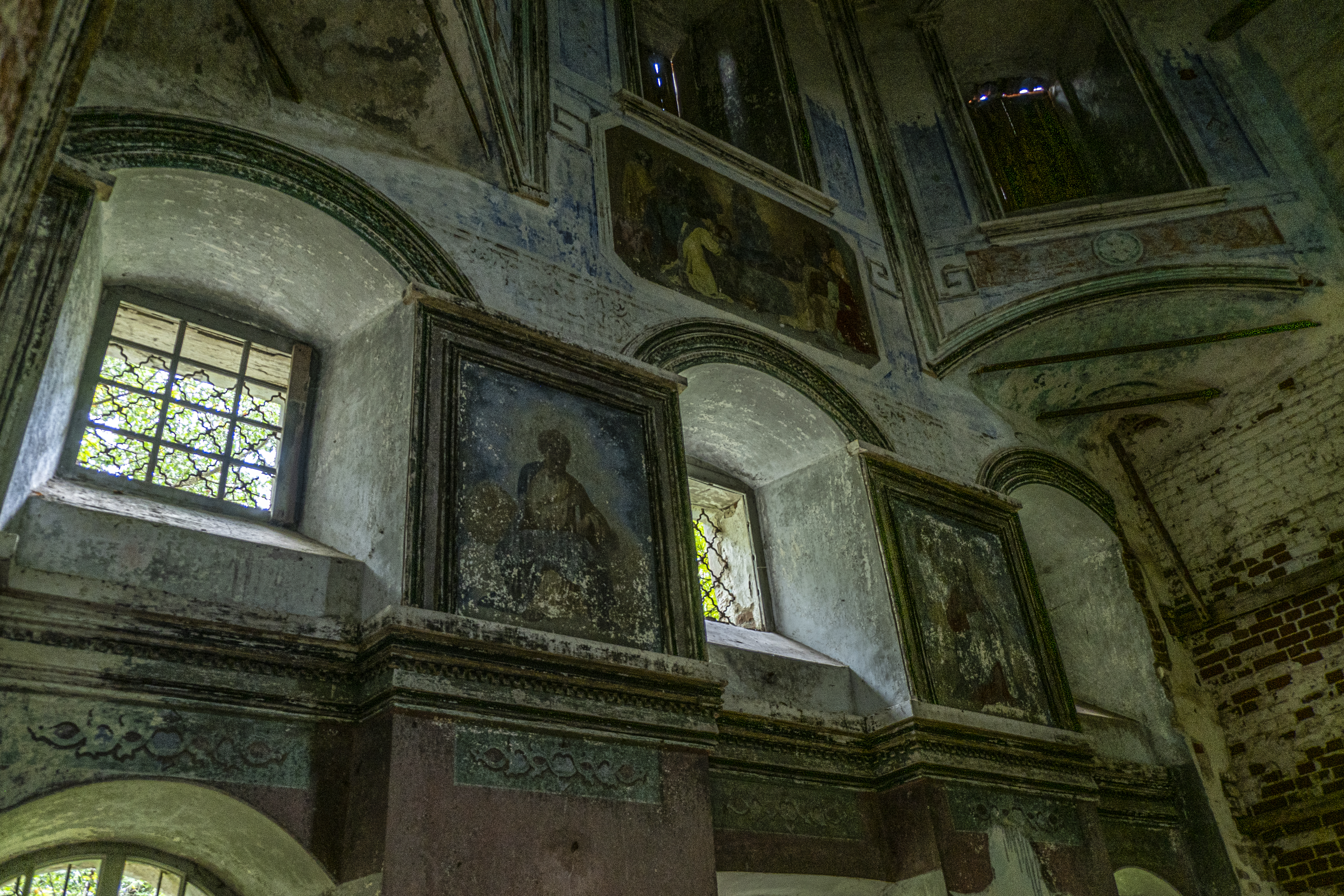
Церковь Воздвижения Креста Господня. Интерьер. 2020 год

В 1795 году в селе была построена каменная Крестовоздвиженская церковь с 3 престолами, метрические книги с 1780 года. 
В конце XIX — начале XX века село входило в состав Козьмодемьяновской волости Кашинского уезда Тверской губернии. 
С 1929 года деревня входила в состав Козьмодемьяновского сельсовета Кашинского района Кимрского округа Московской области, с 1935 года — в составе Калининской области, с 1994 года — в составе Козьмодемьяновского сельского округа, с 2005 года — в составе Шепелевского сельского поселения, с 2018 года — в составе Кашинского городского округа.

## Население
| 1859 | 1889 | 2002 | 2010 |
| ---- | ---- | ---- | ---- |
| 107  | ↗135 | ↘3   | ↘0   |

## Достопримечательности
В деревне расположена недействующая Церковь Воздвижения Креста Господня (1795).